# Determinizem
Determinizem (latinsko determinatus – naprej določen) je filozofski koncept, ki temelji na predpostavki, da so vsi dogodki določeni. Vse, kar se zgodi, je v celoti odvisno (torej je določeno) od tega, kar se je zgodilo pred tem. Determinizem tudi pravi, da bi v primeru, da poznamo izhodiščno stanje in vse vzročne mehanizme, ki nanj vplivajo, lahko z gotovostjo napovedali vse, kar se bo zgodilo v prihodnosti, saj je tako ali tako vse že v naprej določeno. Če je tako, je človekova svobodna volja le velika iluzija, saj je vse, kar se nam dogaja, že v naprej določeno in pogojeno s prejšnjimi dogodki in ljudje na svoja dejanja potemtakem nimamo nobenega vpliva. Človek je tako podoben stroju, ki ima že vprogramirana dejanja.

## Mehki determinizem
Obstaja pa še ena, »milejša« smer determinizma, t. i. mehki determinizem ali kompatibilizem. Kot sugerira že njegovo ime, poizkuša ta filozofska smer najti srednjo pot med svobodno voljo na eni in popolno determiniranostjo na drugi strani. Zagovarjajo namreč tezo, da je obstoj svobodne volje tudi znotraj okvirov determiniranosti popolnoma mogoč. Vzroke, ki so nas do določenega dejanja pripeljali, namreč ločijo v dve skupini – vzroki so lahko neposredno naše želje in prepričanja, lahko pa so vzroki zunanja prepričanja, ki smo jih prisiljeni sprejeti. V prvem primeru delujemo svobodno, v drugem pa očitno ne.